# Extras (série télévisée)
Pour les articles homonymes, voir Extra (homonymie).
Extras est une série télévisée britannique créée par Ricky Gervais et Stephen Merchant, produite par la BBC et HBO et diffusée depuis le 21 juillet 2005 sur BBC Two. En France, la série est diffusée depuis le 11 mars 2006 sur TPS Star.

## Synopsis
L'ambition d'Andy Millman et de son amie Maggie Jacobs est de devenir acteurs. Mais en attendant de connaître la gloire, ils se contentent de petits rôles et croisent des célébrités qui les font rêver...

## Distribution
- Ricky Gervais : Andy Millman
- Ashley Jensen : Maggie Jacobs
- Stephen Merchant : Darren Lamb
- Shaun Williamson : Barry
- Shaun Pye : Greg
- Sarah Moyle : Kimberley
- Andrew Buckley : Gobbler
- Jamie Chapman : Brains
- Samuel L. Jackson : lui-même
- Orlando Bloom : lui-même

## Récompenses[1]
- Festival de la Rose d'Or 2006 : Rose d'Or de la meilleure sitcom
- Festival de la Rose d'Or 2006 : Rose d'Or de la meilleure actrice de sitcom pour Ashley Jensen
- Emmy Award 2007:  Meilleur acteur dans une série comique (Ricky Gervais)
- BAFTA TV Award 2007: Meilleur acteur dans une série comique (Ricky Gervais)
- Golden Globes 2008: Meilleure série comique

## Épisodes

### Première saison (2005)
1. Ben Stiller (Episode 1: Ben Stiller)
2. Ross Kemp (Episode 2: Ross Kemp)
3. Kate Winslet (Episode 3: Kate Winslet)
4. Les Dennis (Episode 4: Les Dennis)
5. Samuel L. Jackson (Episode 5: Samuel L. Jackson)
6. Patrick Stewart (Episode 6: Patrick Stewart)

### Deuxième saison (2006)
1. Orlando Bloom (Episode 1: Orlando Bloom)
2. David Bowie (Episode 2: David Bowie)
3. Daniel Radcliffe, Diana Rigg, Warwick Davis (Episode 3: Daniel Radcliffe)
4. Chris Martin (Episode 4: Chris Martin)
5. Sir Ian Mc Kellen, Germaine Greer (Episode 5: Sir Ian Mc Kellen)
6. Robert De Niro, Robert Lindsay & Jonathan Ross (Episode 6: Robert de Niro)

### Hors saison (2007)
1. Spécial Noël (The Extra Special Series Finale) avec George Michael et Clive Owen.